# پل فرانکلین (بازیکن فوتبال)
پل فرانکلین (انگلیسی: Paul Franklin؛ زادهٔ ۵ اکتبر ۱۹۶۳) بازیکن فوتبال اهل بریتانیا است.
از باشگاه‌هایی که در آن بازی کرده‌است می‌توان به باشگاه فوتبال سوئیندون تاون، باشگاه فوتبال ردینگ، باشگاه فوتبال واتفورد، باشگاه فوتبال وایکام واندررز، و باشگاه فوتبال شروزبری تاون اشاره کرد.